# 詹姆斯·L·古尔德
詹姆斯·L·古尔德（英語：James L. Gould，1945年7月31日—）是一位美国动物行为学家、演化生物学家和科普作家，1975年在洛克菲勒大學获得博士学位后进入普林斯顿大学工作，主要作品有和其夫人卡萝尔·格兰特·古尔德（Carol Grant Gould）合著的《自然罗盘：动物导航之谜》（Nature's Compass: The Mystery of Animal Navigation）、《蜜蜂》（The Honey Bee）等。